# Giacomo Pacchiarotti
Giacomo Pacchiarotti (* 1474 in Siena; † 1539 oder 1540, wahrscheinlich in Viterbo) war ein italienischer Maler.

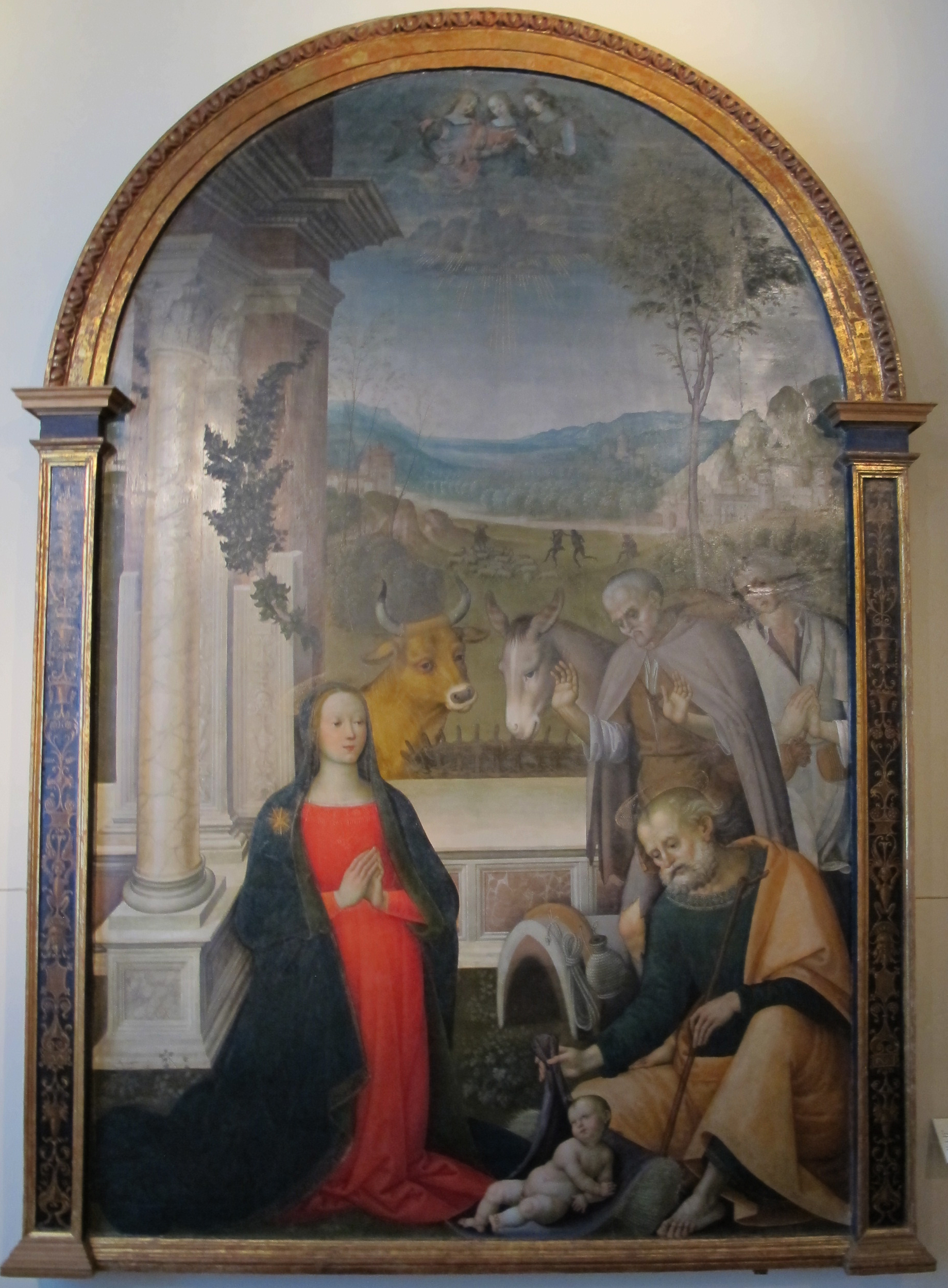
Adorazione dei pastori, Siena, Pinacoteca Nazionale

## Leben
Pacchiarotti (auch als Pacchiarotto erwähnt) erhielt seine Ausbildung wahrscheinlich von Bernardino Fungai. Teile seines Werkes wurden früher Pietro di Francesco Orioli zugeschrieben. Zu seinen Schülern gehörte Girolamo del Pacchia. Um 1498 arbeitete er mit Francesco di Giorgio, Neroccio di Bartholomeo di Benedetto de’ Landi und Luca Signorelli zusammen. In Siena wurde er 1502 als Mitglied der Compania dei Venturieri dokumentiert und im gleichen Jahr der Stadt verwiesen, da er in den Aufstand gegen Pandolfo Petrucci verwickelt war. Bereits ein Jahr später konnte er zurück nach Siena, wo er 1505 heiratete und Capitano des Viertels Stalloreggi wurde. Von 1509 bis 1514 arbeitete er an den beim Brand von 1655 verlorengegangen Fresken der Basilica di San Francesco. Zudem wurde er 1510 als Sachverständiger zu einem Bild des Perugino gerufen und begutachtete 1513 die Werke Domenico Beccafumis in Santa Maria della Scala. 1518 sind Arbeiten von Pacchiarotti am Uhrwerk des Torre del Mangia am Palazzo Pubblico dokumentiert. Ein Jahr später wurde er zum Gonfaloniere von Stalloreggi ernannt. Im Jahr 1526 nahm er an der Schlacht von Camollia teil, in der Siena die Truppen aus Florenz kurz außerhalb des Seneser Stadttors Porta Camollia schlagen konnte. Eine zweite Verbannung aus Siena ereilte den Künstler 1539, als er für sechs Monate nach Talamone ziehen musste. Er verstarb wahrscheinlich ein Jahr später in Viterbo.
Familie

Seine Eltern waren der Wollweber Jacopo di Bartolomeo di Giovanni Pacchiarotti und dessen Frau Elisabetta (geborene Niccolò). Oder Bartolommeo dei Pacchiarotti und Girolama Franci. Seit 1505 war er mit Maria Girolama verheiratet.

## Werke (Auswahl)
- Asciano, Pieve di San Polito in Sessiano: Madonna col Bambino in trono e i Santi Ippolito e Cassiano (Fresko)[6]
- Buonconvento, Museo di arte sacra della Val d’Arbia: Madonna col Bambino in trono e i Santi Giovanni Battista, Pietro, Paolo e Sebastiano (Tafelgemälde, 154 × 175 cm, entstammt der Chiesa dei Santi Pietro e Paolo)[7]
- Casole d’Elsa, Palazzo Pretorio: Madonna col Bambino tra i Santi Donato, Michele Arcangelo, Sebastiano e Nicola (Fresko, 232 × 240 cm, 1520 entstanden, befindet sich heute im Museo Civico)[8]
- Ortignano Raggiolo, Chiesa dei Santi Matteo e Margherita: Madonna ed il Bambino con i Santi[9]
- Murlo, Chiesa di San Fortunato: Madonna col Bambino (Tafelbild, entstammt der Chiesa di San Giusto)[10]
- Siena, Basilica di San Francesco: Fresken der Cappella Piccolomini, die dem Brand von 1655 zum Opfer fielen[11]
- Siena, Dom von Siena: Imperatori (Gemälde, 1503 bis 1506 entstanden)[12]
- Siena, Chiesa di Santo Spirito: Assunta fra i Santi Francesco e Caterina (1509 entstanden)[13]
- Siena, Pinacoteca Nazionale:
  - Adorazione dei pastori (ca. 1480 entstanden)[14]
  - Carità, Fortezza, Giustizia (Saal 23)[14]
  - Madonna col Bambino e i SS. Bernardino e Caterina da Siena (Saal 22)[15]